# TV-året 2000

## Händelser

### Mars
- 30 mars - Ett hundratal personer demonstrerar utanför TV4 och kräver reprisering av alla 692 avsnitt av Kvinnofängelset.

### Augusti
- 27 augusti - Fyra personer omkommer då TV-tornet Ostankino i Moskva börjar brinna, troligtvis till följd av kortslutning, och stora delar av Rysslands TV-nät slås ut.[1]

### Oktober
- 10 oktober - Sveriges statsminister Göran Persson medverkar i Sen kväll med Luuk.[2]

### November
- 30 november - Sveriges regering beslutar att det digitala marknätet i Sverige skall byggas ut och täcka hela Sverige.

### December
- 2 december - SVT:s programchef Mikael Olsson Al Safandi får sparken från för att ha slarvat med företagskortet och sina skatteaffärer.[2]

## TV-program

### Sveriges Television
- 26 februari – Start för andra säsongen av barn- och ungdomsserien Eva & Adam.
- 17 mars – Seriestart för dramaserien Labyrinten av Henning Mankell med Kirsti Torhaug, Krister Henriksson, Björn Granath och Stefan Sauk.
- 19 mars – Låt stå! med Lakke Magnusson, Ia Langhammer och Gustav Hammarsten.
- 13 juni–11 augusti – Vintergatan 5a med Wilson D Michaels, Pelle Hanæus och Anders Linder.
- 26 augusti – På gränsen med Claes Månsson och Gunnel Fred.
- 21 oktober–24 november – Krig och propaganda, dokumentärserie i fyra delar i UR.[3]
- 28 oktober – Barnen på Luna med Totte Steneby, Tove Edfeldt och Hanna Alström.[4]
- 30 oktober – Premiär för amerikanska dramaserien Vita huset.
- 1 december – Årets julkalender är Ronny & Julia.[5]
- 25 december – Dramaserien Herr von Hancken med Börje Ahlstedt, Mona Malm, Tuva Novotny, och Per Oscarsson.

### TV3
- 24 april – Start för dokusåpan Baren från Gamla Stans bryggeri i Stockholm. Programledare Robert Aschberg.

### TV4
- 31 mars – Komediserien Fem gånger Storm med Jacob Nordenson, Sara Lindh, med flera.

### Kanal 5
- 24 februari – Kriminalserien Brottsvåg med Reuben Sallmander, Krister Henriksson, Rolf Skoglund, Stefan Sauk, med flera.

## Mest sedda program
| Program                                   | Tittare   | Kanal | Datum       | Ref   |
| Melodifestivalen                          | 4 175 000 | SVT2  | 10 mars     | [ 6 ] |
| Expedition Robinson                       | 3 915 000 | SVT2  | 30 december | [ 6 ] |
| Eurovision Song Contest                   | 3 790 000 | SVT2  | 13 maj      | [ 6 ] |
| Kalle Anka och hans vänner önskar god jul | 3 565 000 | SVT1  | 24 december | [ 6 ] |
| Vem vill bli miljonär?                    | 2 860 000 | TV4   | 18 februari | [ 6 ] |
| Så ska det låta!                          | 2 825 000 | SVT2  | 14 januari  | [ 6 ] |
| Skärgårdsdoktorn                          | 2 610 000 | SVT2  | 3 april     | [ 6 ] |
| Svenska Idrottsgalan                      | 2 525 000 | SVT2  | 17 januari  | [ 6 ] |
| Det grovmaskiga nätet                     | 2 430 000 | SVT2  | 2 januari   | [ 6 ] |
| Gladpack                                  | 2 400 000 | SVT2  | 6 februari  | [ 6 ] |

## Avlidna
- 3 januari – Mats Hådell, 55, svensk barnskådespelare, journalist och nyhetsankare i Aktuellt.
- 14 februari – Hagge Geigert, 74, svensk revyförfattare, debattör, teaterdirektör och programledare i Gäst hos Hagge.
- 15 maj – Gösta Prüzelius, 77, svensk skådespelare (Rederiet).
- 26 september – Richard Mulligan, 67, amerikansk skådespelare (Lödder, Härlige Harry).
- 2 november – Anders Gernandt, 80, svensk tv-kommentator i ridsport.
- 9 november – Hans Dahlin, 78, svensk regissör (Markurells i Wadköping, Håll polisen utanför, Bröderna Malm,  Lösa förbindelser, Goda grannar).
- 26 november – Gary Engman, 62, svensk journalist, chefredaktör och programledare (Kvällsöppet).

### Fotnoter
1. ↑   När Var Hur 2001. Forum
2. 1 2   När Var Hur 2002. Forum
3. ↑  ”Svensk mediedatabas”. http://smdb.kb.se/catalog/search?q=%22Krig+och+propaganda%22&sort=OLDEST. Läst 6 april 2011.
4. ↑  ”Svensk mediedatabas”. http://smdb.kb.se/catalog/search?q=%22Barnen+p%C3%A5+Luna%22+typ%3Atv&sort=OLDEST. Läst 6 april 2011.
5. ↑  ”Jultradition”. Arkiverad från originalet den 25 april 2012. https://web.archive.org/web/20120425112719/http://www.jultradition.se/tv.htm. Läst 26 mars 2011.
6. 1 2 3 4 5 6 7 8 9 10  "Årsrapport 2000" Arkiverad 6 januari 2014 hämtat från the Wayback Machine.. MMS.se. Läst 24 augusti 2013.